# Gironde-sur-Dropt
Pour les articles homonymes, voir Gironde.
Gironde-sur-Dropt (prononcé [ʒiʁɔ̃d syʁ dʁo] ; Gironda sau Dròt en gascon) est une commune du Sud-Ouest de la France, située dans le département de la Gironde, en région Nouvelle-Aquitaine.
Elle fait partie de la communauté de communes du Réolais en Sud Gironde.
Ses habitants sont appelés les Girondais.

## Géographie

### Localisation
Commune de Guyenne située dans l'Entre-deux-Mers, sur le Dropt, et la Garonne qui sert de frontière sud, la commune de Gironde-sur-Dropt se trouve à 57 km au sud-est de Bordeaux, chef-lieu du département, à 14 km à l'est de Langon, chef-lieu d'arrondissement et à 4 km à l'ouest de La Réole, ancien chef-lieu de canton. Elle fait partie de l'unité urbaine de La Réole et de son aire d'attraction.

### Communes limitrophes
Les communes limitrophes en sont Les Esseintes au nord-est, La Réole à l'est, Casseuil à l'ouest et Morizès au nord-ouest. Sur la rive gauche (sud) de la Garonne, se trouve la commune de Barie.
| Morizès  |                   | Les Esseintes |
| Casseuil | Gironde-sur-Dropt | La Réole      |
|          | La Garonne Barie  |               |

### Climat
Pour des articles plus généraux, voir Climat de la Nouvelle-Aquitaine et Climat de la Gironde.
Historiquement, la commune est exposée à un climat océanique aquitain.  
En 2020, Météo-France publie une typologie des climats de la France métropolitaine dans laquelle la commune est exposée à un climat océanique et est dans la région climatique  Aquitaine, Gascogne, caractérisée par une pluviométrie abondante au printemps, modérée en automne, un faible ensoleillement au printemps, un été chaud (19,5 °C), des vents faibles, des brouillards fréquents en automne et en hiver et des orages fréquents en été (15 à 20 jours).
Pour la période 1971-2000, la température annuelle moyenne est de 13,1 °C, avec une amplitude thermique annuelle de 15,3 °C. Le cumul annuel moyen de précipitations est de 812 mm, avec 11 jours de précipitations en janvier et 6,7 jours en juillet. Pour la période 1991-2020, la température moyenne annuelle observée sur la station météorologique la plus proche, située sur la commune de Saint-Sulpice-de-Pommiers à 10 km à vol d'oiseau, est de 13,8 °C et le cumul annuel moyen de précipitations est de 764,8 mm,. Pour l'avenir, les paramètres climatiques de la commune estimés pour 2050 selon différents scénarios d’émission de gaz à effet de serre sont consultables sur un site dédié publié par Météo-France en novembre 2022.

## Urbanisme

### Typologie
Au 1er janvier 2024, Gironde-sur-Dropt est catégorisée commune rurale à habitat dispersé, selon la nouvelle grille communale de densité à sept niveaux définie par l'Insee en 2022.
Elle appartient à l'unité urbaine de La Réole, une agglomération intra-départementale regroupant cinq  communes, dont elle est une commune de la banlieue,,. Par ailleurs la commune fait partie de l'aire d'attraction de La Réole, dont elle est une commune de la couronne,. Cette aire, qui regroupe 20 communes, est catégorisée dans les aires de moins de 50 000 habitants,.

### Occupation des sols

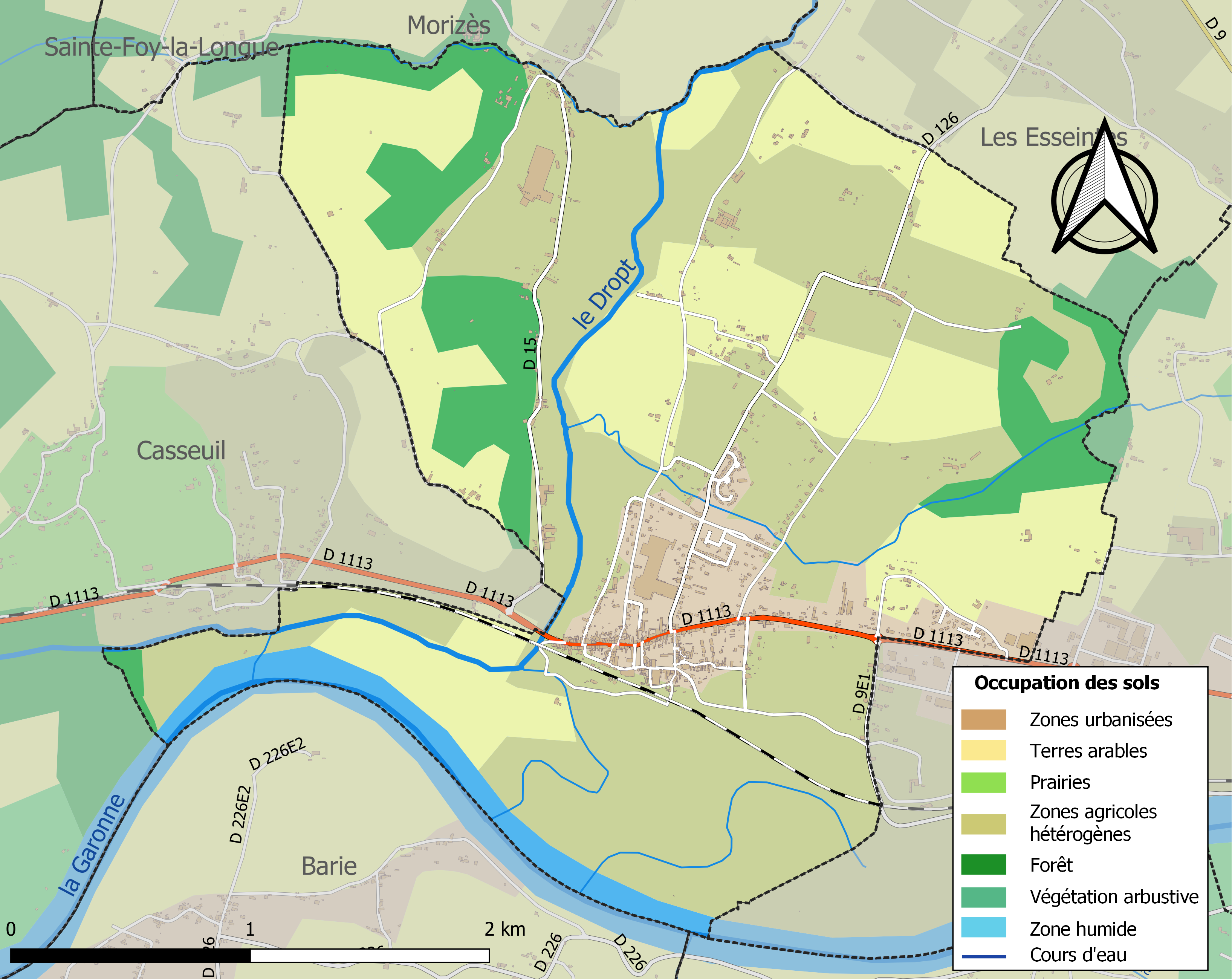
Carte des infrastructures et de l'occupation des sols de la commune en 2018 (CLC).

L'occupation des sols de la commune, telle qu'elle ressort de la base de données européenne d’occupation biophysique des sols Corine Land Cover (CLC), est marquée par l'importance des territoires agricoles (77,8 % en 2018), en diminution par rapport à 1990 (84,5 %). La répartition détaillée en 2018 est la suivante : 
zones agricoles hétérogènes (48,4 %), cultures permanentes (21,8 %), forêts (10,6 %), zones urbanisées (7,5 %), terres arables (7,5 %), eaux continentales (3,6 %), zones industrielles ou commerciales et réseaux de communication (0,5 %). L'évolution de l’occupation des sols de la commune et de ses infrastructures peut être observée sur les différentes représentations cartographiques du territoire : la carte de Cassini (XVIIIe siècle), la carte d'état-major (1820-1866) et les cartes ou photos aériennes de l'IGN pour la période actuelle (1950 à aujourd'hui).

### Voies de communication et transports
La principale voie de communication qui traverse la commune est la route départementale 1113, ancienne route nationale 113 (Bordeaux-Marseille) qui mène à Langon vers l'ouest et à La Réole vers l'est.
L'accès le plus proche à l'autoroute A62 (Bordeaux-Toulouse) est celui de  4 La Réole distant de 13 km par la route vers le sud-est.

L'accès  1 Bazas à l'autoroute A65 (Langon-Pau) se situe à 25 km vers le sud-ouest.
Le territoire communal est traversé par la ligne SNCF Bordeaux-Sète du TER Nouvelle-Aquitaine et bénéficie d'une gare.

### Risques majeurs
Le territoire de la commune de Gironde-sur-Dropt est vulnérable à différents aléas naturels : météorologiques (tempête, orage, neige, grand froid, canicule ou sécheresse), inondations, mouvements de terrains et séisme (sismicité très faible). Un site publié par le BRGM permet d'évaluer simplement et rapidement les risques d'un bien localisé soit par son adresse soit par le numéro de sa parcelle.
Certaines parties du territoire communal sont susceptibles d’être affectées par le risque d’inondation par débordement de cours d'eau, notamment la Garonne et le Dropt. La commune a été reconnue en état de catastrophe naturelle au titre des dommages causés par les inondations et coulées de boue survenues en 1982, 1988, 1999, 2002, 2009 et 2021,.
Les mouvements de terrains susceptibles de se produire sur la commune sont des éboulements, chutes de pierres et de blocs et des tassements différentiels.

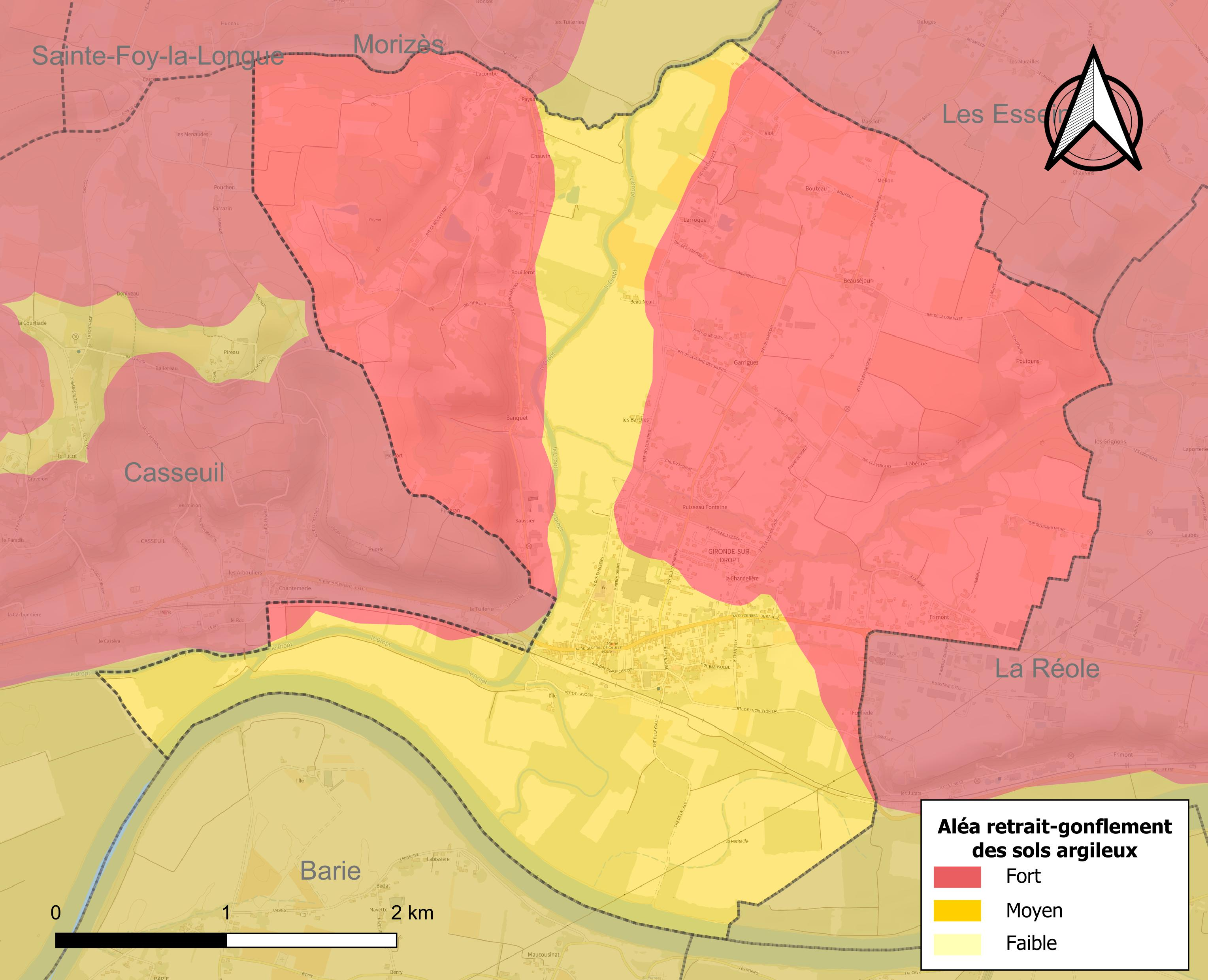
Carte des zones d'aléa retrait-gonflement des sols argileux de Gironde-sur-Dropt.

Le retrait-gonflement des sols argileux est susceptible d'engendrer des dommages importants aux bâtiments en cas d’alternance de périodes de sécheresse et de pluie. La totalité de la commune est en aléa moyen ou fort (67,4 % au niveau départemental et 48,5 % au niveau national). Sur les 560 bâtiments dénombrés sur la commune en 2019, 560 sont en aléa moyen ou fort, soit 100 %, à comparer aux 84 % au niveau départemental et 54 % au niveau national. Une cartographie de l'exposition du territoire national au retrait gonflement des sols argileux est disponible sur le site du BRGM,.
Par ailleurs, afin de mieux appréhender le risque d’affaissement de terrain, l'inventaire national des cavités souterraines permet de localiser celles situées sur la commune.
Concernant les mouvements de terrains, la commune a été reconnue en état de catastrophe naturelle au titre des dommages causés par la sécheresse en 2002 et 2003 et par des mouvements de terrain en 1999.

## Histoire
La seigneurie de Gironde passe sous la domination de la maison d'Albret au début du XIVe siècle. Après le mariage sans enfant d'Isabelle de Gironde, héritière de la seigneurie de Gironde avec Bernard Ezi V d'Albret en 1311, c'est le mariage en 1319 de la sœur d'Isabelle et seconde héritière, Guiraude de Gironde, avec le frère de Bernard Ezi V d'Albret, Bérard Ier de Vayres, qui  assure la captation de cette seigneurie par les Albret.
À la Révolution, la paroisse Notre-Dame de Gironde et la paroisse Sainte-Pétronille ou Sainte-Peironnelle, annexe de Saint-Pierre de Casseuil, forment la commune de Gironde.
La commune qui portait, sous l'Ancien Régime, le simple nom de Gironde, a porté le nom révolutionnaire de Port-Libre en 1792, puis celui de Gironde-Sainte-Pétronille en 1793, s'est ensuite fugacement appelée Gironde et Sainte-Pétronille (selon le bulletin des lois de 1801), est redevenue Gironde et a finalement acquis, en 1968, sa dénomination actuelle de Gironde-sur-Dropt.

## Politique et administration

### Liste des maires
| Période                                  | Période       | Identité             | Étiquette | Qualité                                              |
| ---------------------------------------- | ------------- | -------------------- | --------- | ---------------------------------------------------- |
| Les données manquantes sont à compléter. |               |                      |           |                                                      |
|                                          |               |                      |           |                                                      |
| 1929                                     | 1942          | Aristide Mau         |           |                                                      |
| 1942                                     | 1944          | Pierre Tracou        |           |                                                      |
| 1944                                     | 1959          | François Depert      |           |                                                      |
| 1959                                     | 1977          | Michel Mau           |           |                                                      |
| mars 1977                                | mars 2001     | Jean Pauly           | PCF       | Conseiller général du canton de La Réole (1976-2001) |
| mars 2001                                | novembre 2011 | Didier Callède       |           |                                                      |
| novembre 2011                            | mars 2014     | Thierry Bos          |           |                                                      |
| mars 2014                                | mai 2014      | Délégation spéciale, |           |                                                      |
| mai 2014                                 | 2020          | Thierry Bos          |           | Agriculteur                                          |
| mai 2020                                 | En cours      | Philippe Moutier     |           | Retraité                                             |

### Communauté de communes
Le 1er janvier 2014, la communauté de communes du Réolais ayant été supprimée, la commune de Gironde-sur-Dropt s'est retrouvée intégrée à la communauté de communes du Réolais en Sud Gironde siégeant à La Réole.

## Population et société

### Démographie
L'évolution du nombre d'habitants est connue à travers les recensements de la population effectués dans la commune depuis 1793. Pour les communes de moins de 10 000 habitants, une enquête de recensement portant sur toute la population est réalisée tous les cinq ans, les populations de référence des années intermédiaires étant quant à elles estimées par interpolation ou extrapolation. Pour la commune, le premier recensement exhaustif entrant dans le cadre du nouveau dispositif a été réalisé en 2004.

En 2022, la commune comptait 1 340 habitants, en évolution de +9,03 % par rapport à 2016 (Gironde : +6,91 %, France hors Mayotte : +2,11 %).
| 1793  | 1800 | 1806 | 1821 | 1831 | 1836 | 1841 | 1846  | 1851  |
| ----- | ---- | ---- | ---- | ---- | ---- | ---- | ----- | ----- |
| 1 066 | 844  | 878  | 844  | 913  | 929  | 955  | 1 043 | 1 051 |

| 1856  | 1861  | 1866  | 1872  | 1876  | 1881  | 1886  | 1891  | 1896  |
| ----- | ----- | ----- | ----- | ----- | ----- | ----- | ----- | ----- |
| 1 113 | 1 190 | 1 160 | 1 153 | 1 150 | 1 238 | 1 257 | 1 191 | 1 136 |

| 1901  | 1906  | 1911  | 1921  | 1926  | 1931  | 1936  | 1946 | 1954 |
| ----- | ----- | ----- | ----- | ----- | ----- | ----- | ---- | ---- |
| 1 123 | 1 111 | 1 150 | 1 019 | 1 103 | 1 030 | 1 049 | 935  | 993  |

| 1962  | 1968  | 1975  | 1982  | 1990  | 1999  | 2004  | 2006  | 2009  |
| ----- | ----- | ----- | ----- | ----- | ----- | ----- | ----- | ----- |
| 1 076 | 1 103 | 1 133 | 1 072 | 1 091 | 1 105 | 1 118 | 1 098 | 1 149 |

| 2014  | 2019  | 2022  | - | - | - | - | - | - |
| ----- | ----- | ----- | - | - | - | - | - | - |
| 1 230 | 1 316 | 1 340 | - | - | - | - | - | - |

### Cultes
- Église Protestante Réformée Évangélique[28].

## Culture locale et patrimoine

### Lieux et monuments
- L'église Notre-Dame, construite aux XIe et XIIe siècles sur l'emplacement d'un précédent édifice mentionné depuis 978, a été remaniée au XVIe siècle (dont une chapelle à voûte d'ogive quadripartite) puis agrandie d'une chapelle au XVIIe siècle ; il s'agit d'un bâtiment à nef unique prolongé d'une abside semi-circulaire à l'intérieur et polygonale à l'extérieur (chevet du XIe siècle). Portail ouest, remaniements de la nef, charpente et clocher sont datables des années 1510. Pour sa charpente remarquable, l'église, en totalité, est inscrite aux monuments historiques depuis 2001[29].

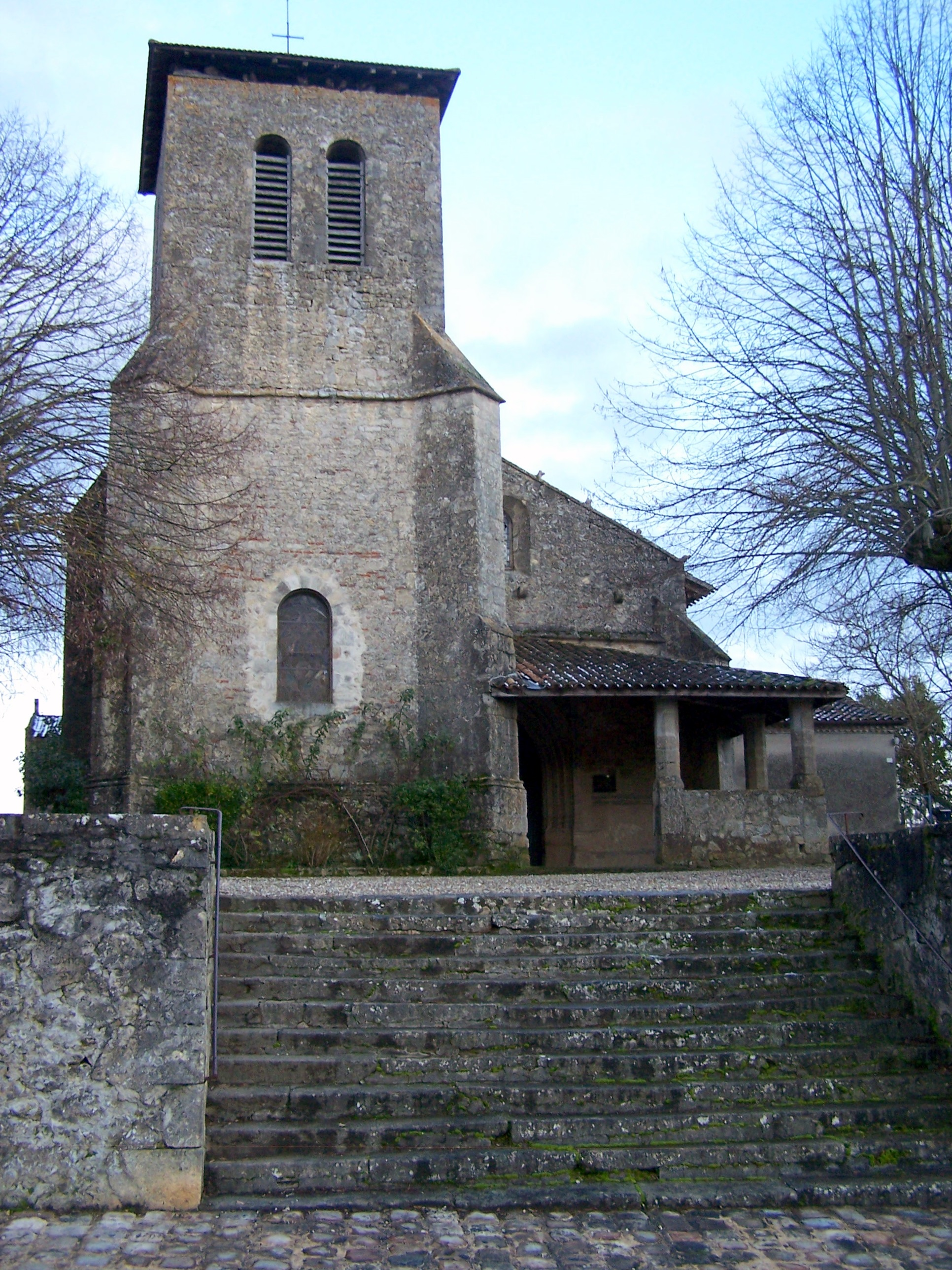
L'église Notre-Dame (janv. 2010).
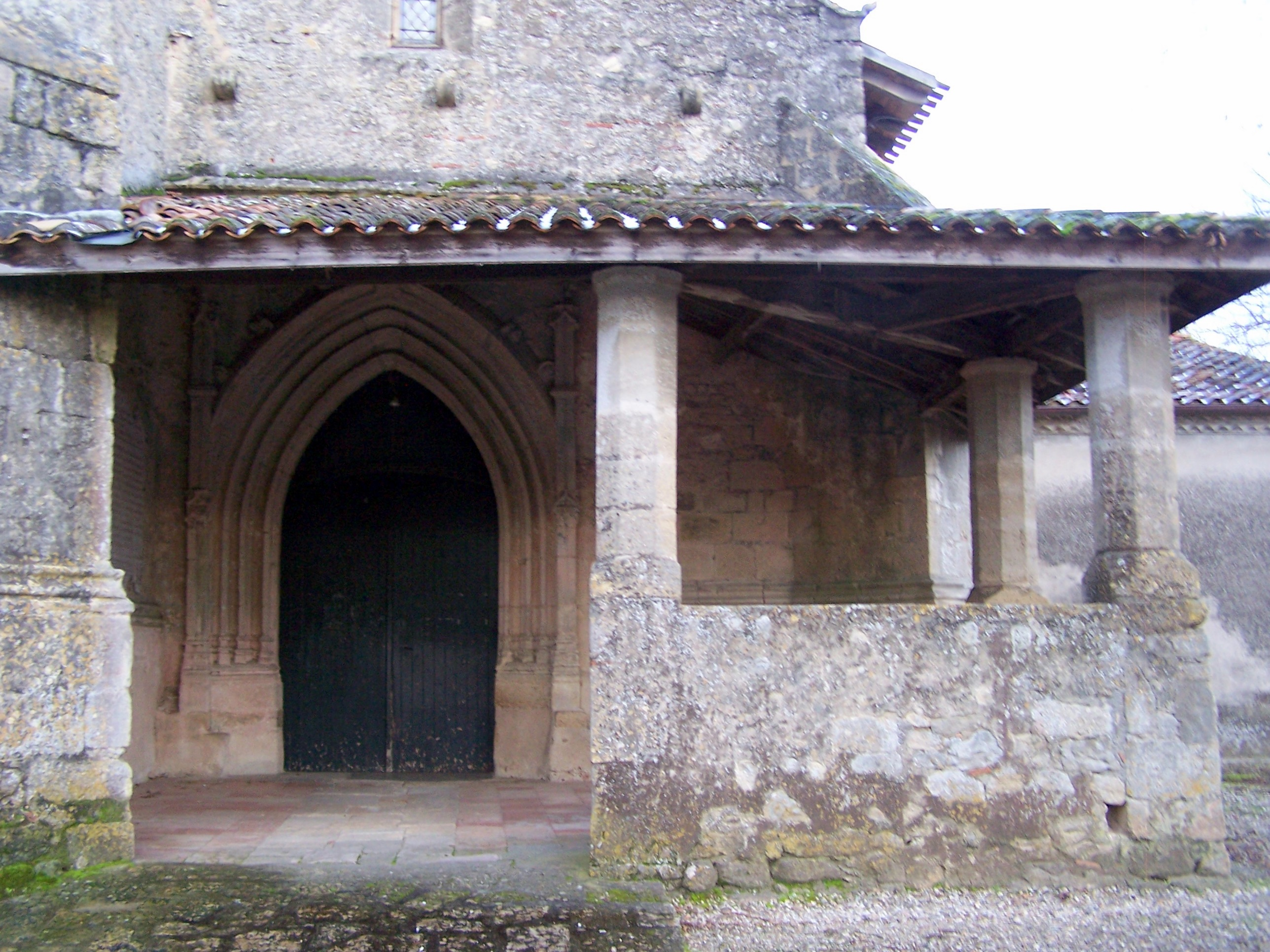
Le portail de l'église Notre-Dame et son porche (janv. 2010).
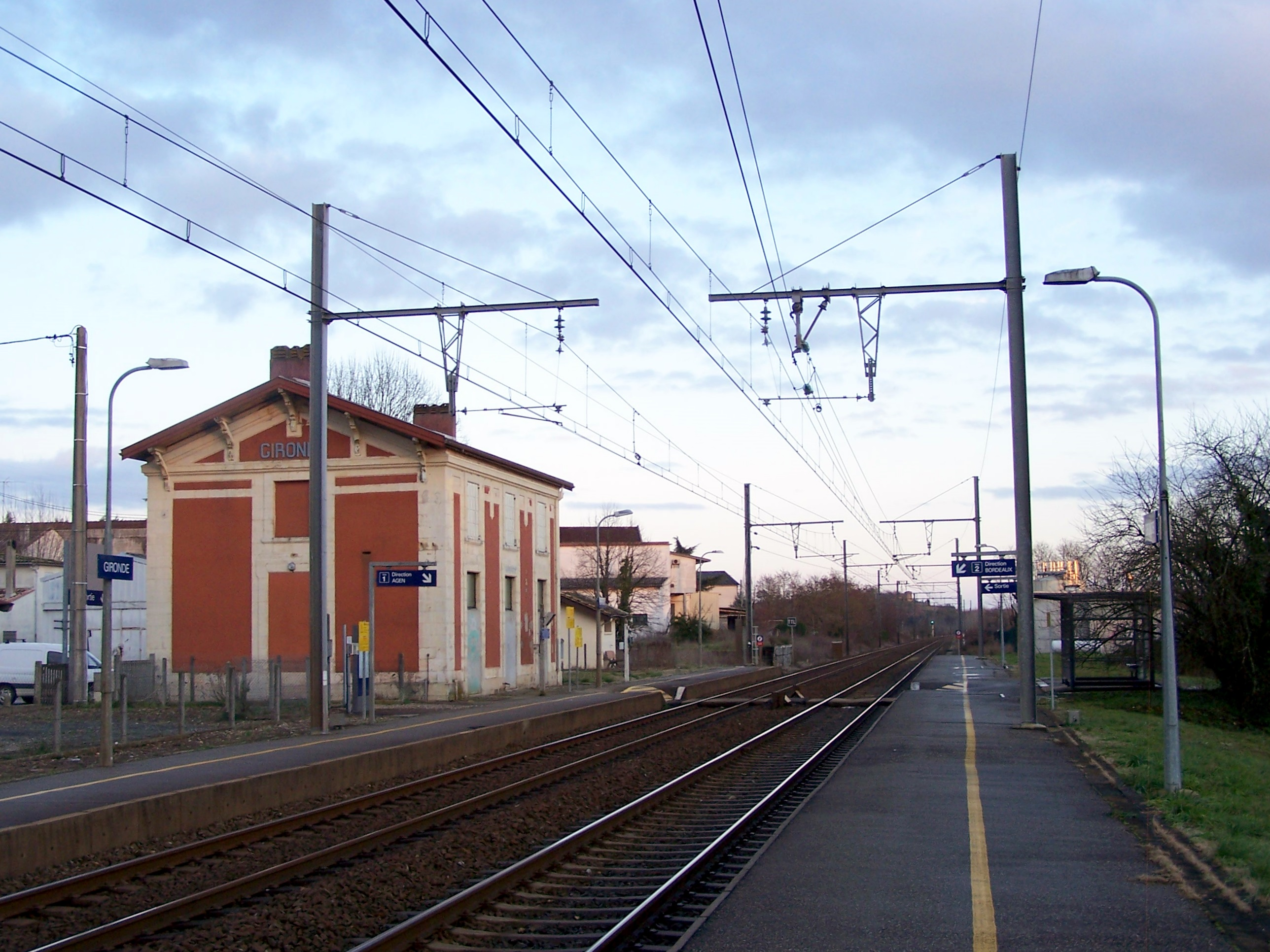
La gare de Gironde (janv. 2010).
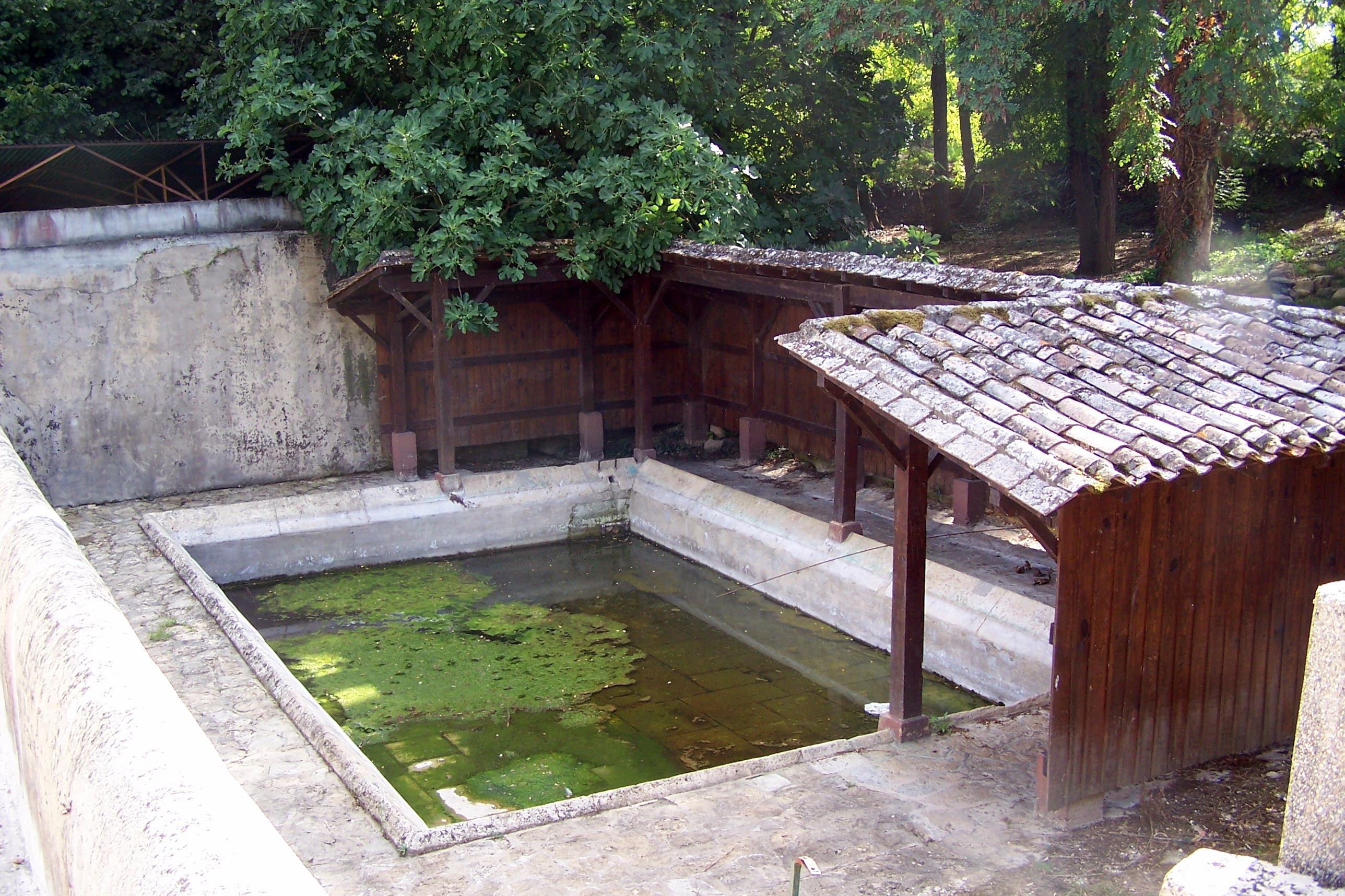
Lavoir du bourg (août 2011).
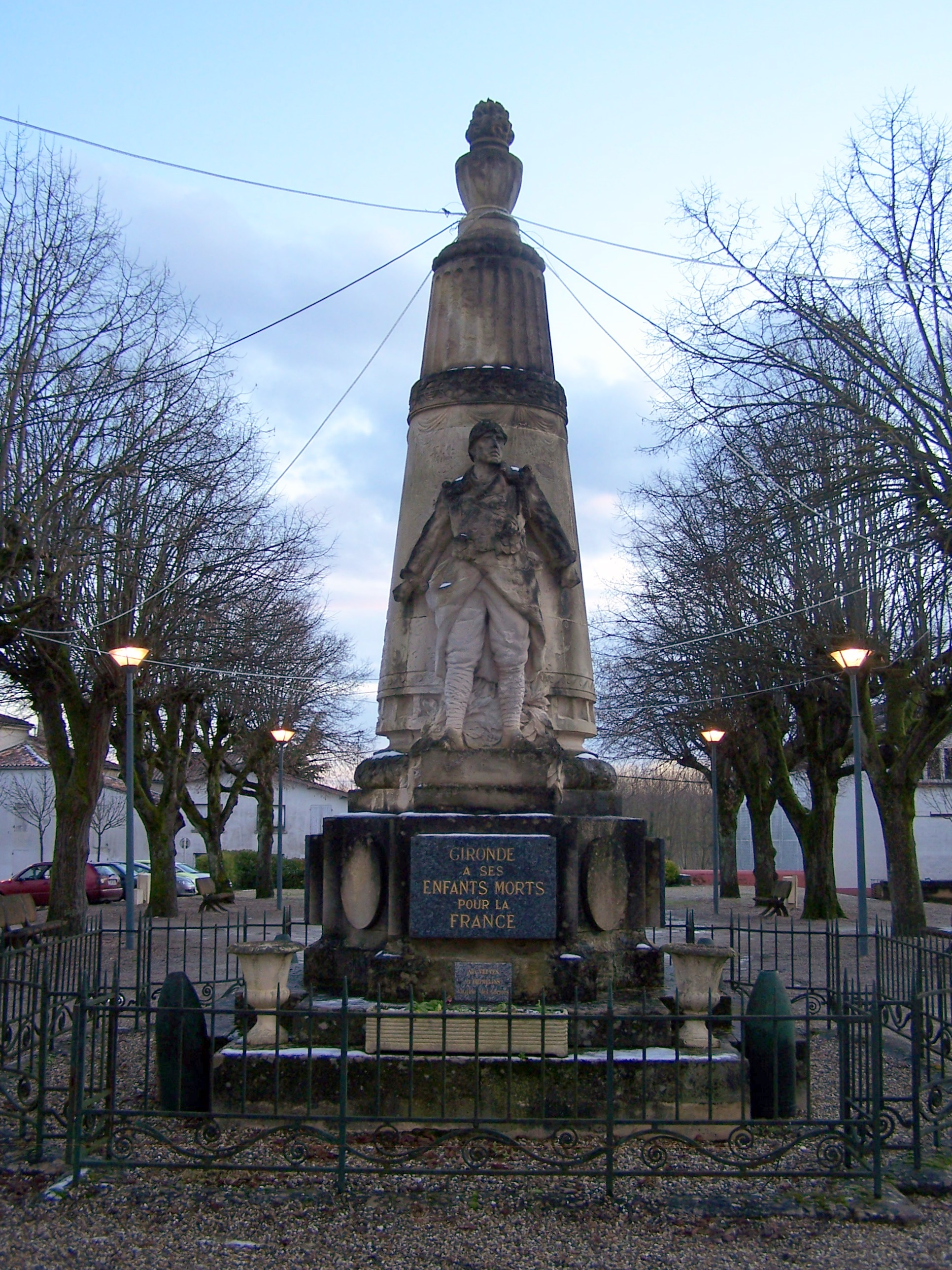
Le monument aux morts sur une place près de la RD 1113 (janv. 2010).

### Patrimoine culturel

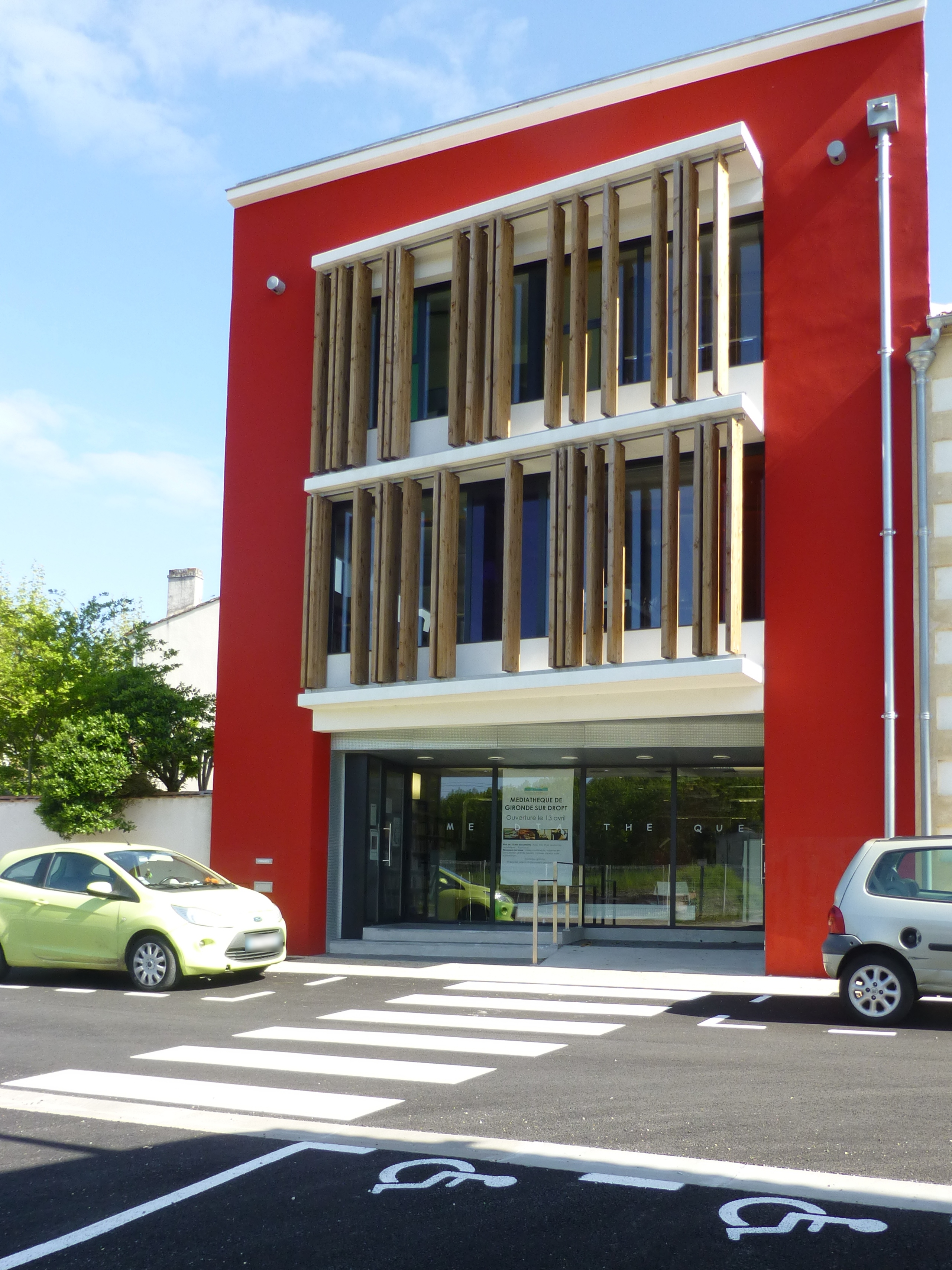
Entrée de la médiathèque, face à la gare.

- Maison des médias communale, partenaire de Pôle emploi et lieu de référence pour stages et formations approfondies.
- Médiathèque intercommunale ouverte depuis le 13 avril 2016[30] après appel d'offres pour la constitution du fonds initial des collections[31].

### Personnalités liées à la commune
- Aristide et Yvon Mau, créateurs de la Maison de Négoce en Vins EVG (Établissements Viticoles de Gironde et Fils), puis YVON MAU SA.
- René Gallice (1919-1999) footballeur professionnel, joueur-entraineur du club local dans les années 1950.
- Philippe Capdeville (1957-2004), militaire français du Régiment d'infanterie chars de marine, décédé lors du bombardement de Bouaké, dont la sépulture se trouve à Gironde-sur-Dropt.